# Trichocera pallens
Trichocera pallens är en tvåvingeart som beskrevs av Alexander 1954. Trichocera pallens ingår i släktet Trichocera och familjen vintermyggor. Inga underarter finns listade i Catalogue of Life.